# Yang Shuyu
Yang Shuyu (xinès simplificat: 杨舒予, pinyin: Yáng Shūyǔ; Guangdong, 6 de març de 2002) és una jugadora de bàsquet xinesa de l'equip femení de bàsquet de Mongòlia Interior, a la WCBA. És germana de la jugadora de bàsquet Yang Liwei.

## Biografia
De menuda jugava a futbol sala, fins que el 2017 participa al Nike All-Asia Basketball Training Camp, sent seleccionada entre les millors del torneig.
El 2020 signa un patrocini amb Nike, esdevenint la primera atleta asiàtica en representar la marca Jordan.
Als 19 anys, va competir als Jocs Olímpics d'estiu de 2020, aconseguint el bronze en bàsquet 3x3.
El 2023 va ser seleccionada com a Ambaixadora de la marca Prada.